# Katelyn Tarver
Katelyn Marie Tarver (Glennville, Georgia; 2 de noviembre de 1989) es una actriz, cantante y 
compositora estadounidense. Es conocida por sus papeles recurrentes como Jo Taylor en la serie de Nickelodeon Big Time Rush, Natalie en la serie de ABC No Ordinary Family, y Mercedes en la serie de ABC Family The Secret Life of the American Teenager.

## Carrera
Tarver llegó a la fama en 2003, cuando participó en la única temporada del reality de televisión American Juniors, un spinoff de American Idol, compitiendo contra miles de niños que audicionaron para el show. Logró estar entre los diez finalistas (los 10 finalistas lanzaron un álbum llamado "Kids In America", lanzado el 9 de septiembre de 2003, en el que se incluían canciones que habían cantado en American Juniors), pero no ganó ningún lugar en la banda de cinco miembros. Sin embargo, decidió continuar al comenzar a lanzar su música de manera individual y presentándose en cafeterías, ferias y otros concursos de talentos, hasta que finalmente, en 2005, consigue un contrato discográfico con la compañía individual TC Records, donde lanzó su álbum debut en ese año.
También apareció en el video de sencillo "The In-Crowd" de Mitchel Musso e hizo un dueto con él en "Us Against The World". Había llegado temprano a su sesión de grabación mientras ella estaba en el estudio trabajando en su pista "Fastlane"; cuando fue el turno de Mitchel, su padre Sam sugirió tratando como un dúo con Katelyn. En verano del 2012, acompañó a las bandas The Cab y Parachute en un tour que realizaron, durante la Gira Katelyn Promovió su EP A Little More Free que fue lanzado en junio de 2011.

### Música

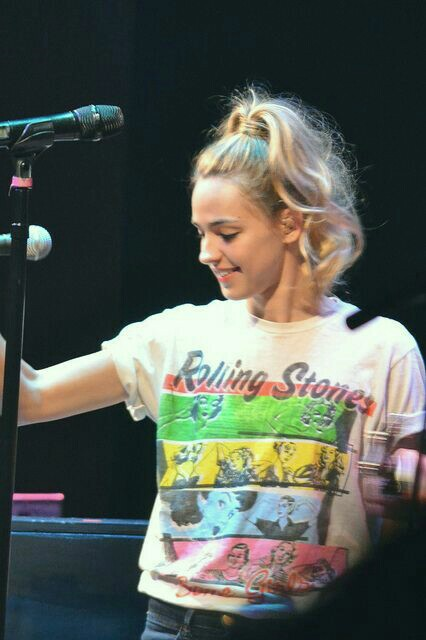
Tarver en un concierto en 2012

Tras firmar con su compañía musical, Katelyn comienza la escritura y producción de su álbum debut que inicialmente sería llamado "Brand New Day" pero fue cambiado a "Wonderful Crazy" como el sencillo principal del disco. El 20 de agosto de 2005 lanzó su álbum debut llamado Wonderful Crazy, bajo el sello discográfico independiente TC Music. El primer sencillo del álbum fue "Make It Real", lanzado el 23 de marzo de 2005, y el segundo y principal sencillo fue "Wonderful Crazy", con su respectivo vídeo musical. Más adelante, este álbum fue relanzado bajo el nombre de Brand New Day e incluía un nuevo sencillo llamado «Chasing Echoes», que fue producido por Andy Dodd y Adam Watts, los escritores y productores de Jesse McCartney. El disco logró buenas críticas, en Allmusic le otorgaron 3 de 5 estrellas, comparándolo con los sonidos de Hilary Duff y Lindsay Lohan, además de destacar su sonido Teen Pop.
En 2007, lanzó su primer Extended Play Chasing Echoes. El EP incluía 4 canciones que inicialmente serían incluidas en su álbum debut, sin ningún sencillo oficial, solo se presentó "Chasing Echoes" como la canción más representativa del disco que también su incluida en su primer álbum.
Tras comenzar a ser parte de la serie de televisión Big Time Rush de Nickelodeon, Katelyn decide aprovechar el reconocimiento del show para comenzar a presentarse nuevamente como cantante presentándose en pequeños conciertos de caridad hasta que el 2010 renovó su contrato musical con TC Music. El 11 de junio de 2011 salió al mercado su segundo EP A Little More Free, producido por Matt Grabe. Para este no se lanzó ningún sencillo para su promoción, sin embargo Katelyn se fue en una Mini Gira Acústica por Estados Unidos, interpretando todas las canciones de su carrera Musical. En noviembre de 2011 se presentó en un concierto de la banda Big Time Rush en su gira Big Time Rush in Concert, interpretando "A Little More Free", "Favorite Girl" y "Love Alone", tres de las cuatro canciones del EP.
Además de eso, fue telonera de la Sociedad de Honor en el Wherever You Are Tour.

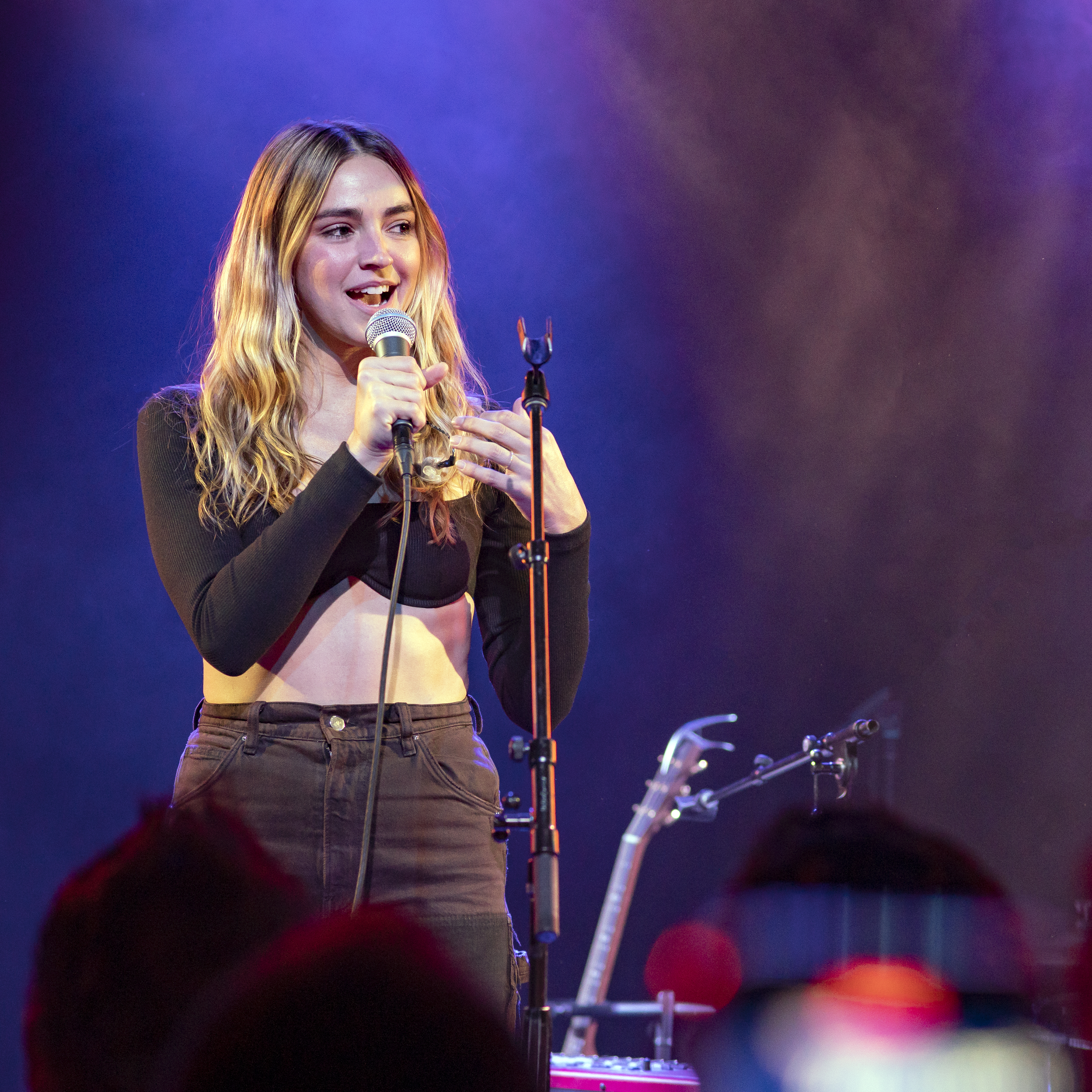
Katelyn Tarver actuando en vivo en el Troubadour el 27 de septiembre de 2022 en West Hollywood, California

Tras haber lanzado su último trabajo discográfico, Katelyn comenzó a ser promovida por Spinnin' Records colaborando con artistas pertenecientes al sello. Su primera colaboración fue con Lost King para la canción You, el sencillo logró posicionarse en los 50 más vendidos de iTunes en 2014. En marzo de 2015, Katelyn cambia de discográfica, pasándose a Duly Noted Records, otro sello independiente, igualmente continuo, colaborando para Spinnin' lanzando Weekend Millionaires de manera exclusiva para el sello. El 30 de enero de 2016, regresa con otra colaboración con el DJ Pharaoh para la canción Illegal, con su vídeo musical. 
El 29 de julio de 2016, Katelyn relanza Weekend Millionaires, con un video musical por su cuenta oficial de Vevo como el primer sencillo de su Extended Play. El 26 de septiembre de ese año, lanza una versión live de la canción "Planez" en su cuenta de YouTube. El 26 de enero de 2017, como segundo sencillo, lanzó "Hate To Tell You", que llegó a los 50 más pedidos de Vevo, y en marzo del mismo año lanzó "You Don't Know", que ha sido su canción de mejor rendimiento hasta ahora. El 10 de marzo de 2017 se lanzó Tired Eyes, su tercer EP con Duly Noted Records, días después del lanzamiento, Katelyn lanzó una opción de Pre-Order que incluía la versión CD del disco y una canción extra además de otros artículos autografiados.

### Actuación
El 29 de enero de 2010, Katelyn debutó como actriz en la serie Big Time Rush como Jo Taylor, una chica de Carolina del Norte. También interpretó en 5 episodios a Natalie Poston en la serie de ABC No Ordinary Family
En marzo de 2012, finalizó su participación en Big Time Rush, con pistas de que continuaría más tarde, ya que su personaje Jo volvió de Nueva Zelanda, ya que las películas que protagonizaría no fueron aprobadas. En 2012, estuvo invitada en 8 episodios como Mercedes en la serie de ABC Family The Secret Life of the American Teenager. En 2014, Katelyn protagonizó la película de TV Dead On Campus, interpretando a Natalie Kelliston. En 2017, obtuvo un papel recurrente en la serie Famous in Love del canal Freeform, en el papel de Rachel Davis.

### Modelo
Katelyn también es modelo, es representada por Wilhelmina Models y modela para revistas como COSMOgirl! y Teen People.

## Filmografía
| Cine y televisión | Cine y televisión                        | Cine y televisión      | Cine y televisión                                  |
| Año               | Título                                   | Papel                  | Notas                                              |
| ----------------- | ---------------------------------------- | ---------------------- | -------------------------------------------------- |
| 2003              | American Juniors                         | Ella misma/concursante | Reality show de TV                                 |
| 2010-2013         | Big Time Rush                            | Jo Taylor              | Recurrente, serie de TV Nickelodeon (34 episodios) |
| 2010-2011         | No Ordinary Family                       | Natalie Poston         | Recurrente (5 episodios)                           |
| 2012              | The Secret Life of the American Teenager | Mercedes               | Recurrente, serie de TV (8 episodios)              |
| 2014              | Dead on Campus                           | Natalie Kellison       | Película para televisión                           |
| 2016              | #ThisisCollege                           | Lauren                 | Invitada 1 episodio, miniserie                     |
| 2017              | Famous in Love                           | Rachael Davis          | Recurrente, serie de TV Freeform (5 episodios)     |
| 2018              | Babysitter's Nightmare                   | Claire Carven          | Protagonista, película de TV                       |
| 2018              | Ballers                                  | Jesse                  | Protagonista, serie de TV (8 episodios)            |
| 2020              | #twentyfiveish                           | Rosie                  | Protagonista, serie de TV (5 episodios)            |
| 2021              | None Of the Above                        | Cydney Walker          | Invitada, serie de TV (1 episodio)                 |

## Videos musicales
| Año  | Título           | Papel                  | Artista       |
| ---- | ---------------- | ---------------------- | ------------- |
| 2010 | The City is Ours | Ella misma / Jo Taylor | Big Time Rush |
| 2011 | Worldwide        | Ella misma / Jo Taylor | Big Time Rush |

## Discografía

### Álbumes de estudio
| Título            | Detalles |
| ----------------- | --- |
| Wonderful Crazy   | - Lanzamiento: 8 de noviembre de 2005 - Formatos: CD, descarga digital, streaming - Discográfica: TC Music           |
| Subject to Change | - Lanzamiento: 12 de noviembre de 2021 - Formatos: CD, LP, Descarga digital, streaming - Discográfica: Independiente |
| Quitter           | - Lanzamiento: 9 de febrero de 2024 - Formatos: CD, LP, Descarga digital, streaming - Discográfica: Independiente    |

### Re-lanzamientos
| Título        | Detalles |
| ------------- | --- |
| Brand New Day | - Lanzamiento: 27 de septiembre de 2006 - Formatos: CD, Descarga digital, streaming - Discográfica: Trident Style Inc |

### Extended plays
| Título                          | Detalles |
| ------------------------------- | --- |
| "I'll Make It Real/Lover Boy"   | - Lanzamiento: 15 de diciembre de 2005 - Formatos: CD, Descarga digital - Discográfica: TC Music, LLC             |
| "Chasing Echoes"                | - Lanzamiento: 6 de marzo de 2007 - Formatos: Descarga digital, streaming - Discográfica: TC Music, LLC           |
| A Little More Free              | - Lanzamiento: 14 de junio de 2011 - Formatos: CD, Descarga digital, streaming - Discográfica: Independiente      |
| Tired Eyes                      | - Lanzamiento: 10 de marzo de 2017 - Formatos: LP, Descarga digital, streaming - Discográfica: Duly Noted Records |
| Kool Aid                        | - Lanzamiento: 31 de agosto de 2018 - Formatos: Descarga digital, streaming - Discográfica: Katelyn Tarver        |
| Kool Aid: Sugar Free (Acoustic) | - Lanzamiento: 8 de marzo de 2019 - Formatos: Descarga digital, streaming - Discográfica: Katelyn Tarver          |

### Sencillos
| Título                                 | Año  | Álbum             |
| -------------------------------------- | ---- | ----------------- |
| "Wonderful Crazy"                      | 2005 | Wonderful Crazy   |
| "I'll Make It Real" (con Aaron Agassi) | 2005 | Wonderful Crazy   |
| "Chasing Echoes"                       | 2007 | Wonderful Crazy   |
| "Weekend Millionaires"                 | 2016 | Tired Eyes        |
| "Planez"                               | 2016 | Sin álbum         |
| "What Do We Know Now"                  | 2016 | Tired Eyes        |
| "Hate to Tell You"                     | 2017 | Tired Eyes        |
| "Love Me Again"                        | 2017 | Tired Eyes        |
| "You Don't Know"                       | 2017 | Tired Eyes        |
| "Never Fade"                           | 2018 | Kool Aid          |
| "LY4L"                                 | 2018 | Kool Aid          |
| "Labels"                               | 2018 | Kool Aid          |
| "Kool Aid"                             | 2018 | Kool Aid          |
| "Sinking In" (con Jake Scott)          | 2019 | Sin álbum         |
| "Cynical"                              | 2019 | Sin álbum         |
| "Somebody Else"                        | 2019 | Sin álbum         |
| "Heaven" (con SJ)                      | 2020 | Sin álbum         |
| "Feel Bad"                             | 2020 | Sin álbum         |
| "Made It This Far"                     | 2020 | Sin álbum         |
| "So Would I"                           | 2020 | Sin álbum         |
| "Young"                                | 2020 | Sin álbum         |
| "Side of My Heart"                     | 2020 | Sin álbum         |
| "Fall Apart Too"                       | 2020 | Sin álbum         |
| "Hundred"                              | 2020 | Sin álbum         |
| "Shit Happens"                         | 2021 | Subject to Change |
| "All Our Friends Are Splitting Up"     | 2021 | Subject to Change |
| "Nicer"                                | 2021 | Subject to Change |
| "Hurt Like That"                       | 2021 | Subject to Change |
| "What Makes A Life Good?"              | 2023 | Quitter           |
| "Starting to Scare Me"                 | 2023 | Quitter           |
| "Cinematic"                            | 2023 | Quitter           |
| "Parallel Universe"                    | 2023 | Quitter           |
| "Ignorance Is Bliss"                   | 2023 | Quitter           |
| "Quitter"                              | 2023 | Quitter           |
| "Friend Like You"                      | 2023 | Quitter           |
| "Japanese Cafe"                        | 2023 | Quitter           |

### Como artista Invitada
| Título                                                                             | Año  | Álbum                               |
| ---------------------------------------------------------------------------------- | ---- | ----------------------------------- |
| "Broke" (Joe Budden con Katelyn Tarver)                                            | 2015 | All Love Lost                       |
| "You" (Lost Kings con Katelyn Tarver)                                              | 2015 | The Bad EP                          |
| "Another Universe" (BASTION con Katelyn Tarver)                                    | 2016 | Crystal EP                          |
| "Illegal" (Fareoh con Katelyn Tarver)                                              | 2016 | Sin álbum                           |
| "I'm Here Now" (Tawny Newsome & Alex Kliner con Katelyn Tarver & Paul F. Tompkins) | 2018 | The Supergroup: Songs from Season 1 |
| "Take Care" (Dillistone con Katelyn Tarver)                                        | 2019 | Sin álbum                           |
| "Walking on the Moon" (Leucadia con Katelyn Tarver)                                | 2019 |                                     |

### Sencillos Promocionales
| Título                                             | Año  | Álbum                       |
| -------------------------------------------------- | ---- | --------------------------- |
| "Lover Boy"                                        | 2005 | I'll Make It Real/Lover Boy |
| "Careless Whisper"                                 | 2007 | Wonderful Crazy             |
| "It's Good"                                        | 2011 | A Little More Free          |
| "Nobody Like You"                                  | 2015 | Sin álbum                   |
| "You Saxo Suelta" (con Esli Guzmán & Darek Sotelo) | 2019 | Sin álbum                   |
| "Cool"                                             | 2019 | Sin álbum                   |
| "Dionne"                                           | 2020 | Sin álbum                   |

### Otras Apariciones
| Título                    | Año  | Otros artista(s) | Álbum            |
| ------------------------- | ---- | ---------------- | ---------------- |
| "I'll Never Fall in Love" | 2003 | Desconocido      | American Juniors |
| "Us Against the World"    | 2009 | Mitchel Musso    | Mitchel Musso    |
| "What We're Told          | 2016 | Everett Champion | Aesthetic Sound  |
| Life's a Cherry Pie       | 2020 | Phil Danyew      | The Planters     |

### Videos Musicales
| Título                                 | Año  | Director                       |
| -------------------------------------- | ---- | ------------------------------ |
| "Wonderful Crazy"                      | 2005 | Desconocido                    |
| "I'll Make It Real" (con Aaron Agassi) | 2005 | Treb Monteras II               |
| "Weekend Millionaires"                 | 2016 | Chuck Willis                   |
| "Planez"                               | 2016 | Chuck Willis                   |
| "Hate to Tell You"                     | 2017 | Alejandro Reyes-Knight         |
| "You Don't Know"                       | 2017 | Chuck Willis                   |
| "Never Fade"                           | 2018 | Luca Venter                    |
| "Labels"                               | 2018 | Nathan Presley                 |
| "Kool Aid"                             | 2018 | Luca Venter                    |
| "Sinking In" (con Jake Scott)          | 2019 | Nathan Presley                 |
| "Cynical"                              | 2019 | Se Oh                          |
| "Somebody Else"                        | 2019 | Se Oh                          |
| "Heaven" (con SJ)                      | 2020 | Spencer Sutherland             |
| "Feel Bad"                             | 2020 | Se Oh                          |
| "So Would I"                           | 2020 | Nathan Presley                 |
| "Shit Happens"                         | 2021 | Katelyn Tarver & Patrick Jones |
| "Nicer"                                | 2021 | Fiori                          |
| "Year from Now"                        | 2021 | Nathan Presley                 |
| "Starting To Scare Me"                 | 2023 | Skyler Brown                   |
| "Parallel Universe"                    | 2023 | Skyler Brown                   |

| Título | Año  | Artista    | Director    |
| ------ | ---- | ---------- | ----------- |
| "You"  | 2016 | Lost Kings | Desconocido |

## Créditos de Composición
| Año  | Título              | Artista(s)     | Álbum                         |
| ---- | ------------------- | -------------- | ----------------------------- |
| 2014 | "Crazy Stupid Love" | Cheryl         | Only Human                    |
| 2018 | "Young"             | Old Dominion   | Sin álbum                     |
| 2020 | "Like No One Does"  | Jake Scott     | TWENTYTWENTY                  |
| 2021 | "Secret"            | Joshua Bassett | Crisis / Secret / Set Me Free |
| 2021 | "Set Me Free"       | Joshua Bassett | Crisis / Secret / Set Me Free |
| 2022 | "All in Due Time"   | Joshua Bassett | Sad Songs in a Hotel Room     |